# Tetas de Viana
Las Tetas de Viana, peñas Alcalatenas, peñas Alkalathem, peñas Alcalaten o peñas de Braña son dos montañas gemelas, en forma de cerros testigo, situadas en La Alcarria entre las localidades de Trillo y de Viana de Mondéjar, en la provincia de Guadalajara (España). En diciembre de 2006 las Tetas y su entorno fueron declarados Monumento Natural por la Junta de Comunidades de Castilla-La Mancha.

## Geografía
Las Tetas de Viana son dos muelas de tierra caliza erosionadas por ramblas que surgen en su alrededor y por los ríos Tajo y de la Solana. Están constituidas por un cuerpo arcilloso común y dos cimas de roca caliza de entre 20 y 30 metros de espesor que las hace prácticamente inaccesibles debido a la verticalidad de su pared. Tan sólo la más meridional es accesible a través de unas escaleras de hierro, que sustituyeron a unas antiguas de piedra que servían de acceso a la atalaya que en ella se levantaba.
Las muelas están rodeadas de un espeso bosque de pinos y frondosas.